# 艾尔德克韦什德
艾尔德克韦什德，是匈牙利赫维什州所辖的一个村。总面积17.18平方公里，总人口625，人口密度36.4人/平方公里（2011年1月1日）。